# Пєчки (Калузька область)
Пєчки (рос. Печки) — присілок в Людиновському районі Калузької області Російської Федерації.
Населення становить 47 осіб. Входить до складу муніципального утворення Присілок Ігнатовка.

## Історія
Від 2004 року входить до складу муніципального утворення Присілок Ігнатовка.

## Населення
| 2002 | 2010 |
| ---- | ---- |
| 59   | ↘47  |